# Cyanea postelsi
Cyanea postelsi is een schijfkwal uit de familie Cyaneidae. De kwal komt uit het geslacht Cyanea. Cyanea postelsi werd in 1838 voor het eerst wetenschappelijk beschreven door Brandt. 